# English Chamber Orchestra
A English Chamber Orchestra (em português: "Orquestra de Câmara Inglesa") é uma pequena orquestra inglesa baseada em Londres.
Tem suas raízes na Goldsbrough Orchestra, fundada em 1948 por Lawrence Leonard e Arnold Goldsbrough. A orquestra adotou seu atual nome em 1960, quando expandiu seu repertório para além do período barroco. Apesar da expansão, o repertório permaneceu limitado pela própria extensão do conjunto, mantendo-se semelhante a uma orquestra dos tempos de Mozart.
Logo depois, a English Chamber Orchestra passou a estar estritamente associada ao Festival de Aldeburgh, apresentando as estreias de diversas obras do compositor britânico Benjamin Britten, entre as quais estão as óperas A Midsummer Night's Dream, Owen Wingrave e Curlew River. O próprio Britten regeu a orquestra em diversas ocasiões, realizando com ela uma série de gravações.
Atualmente, a orquestra não possui um regente titular, mas já trabalhou de uma maneira muito próxima com diversos regentes convidados, entre os quais estão Raymond Leppard, Colin Davis e Daniel Barenboim. Em 1985, Jeffrey Tate foi indicado para ser o primeiro regente titular da English Chamber Orchestra.
No ano 2000, Ralf Gothóni foi indicado para o cargo de regente titular.
Em janeiro de 2005, a orquestra trabalhou em colaboração com o coral sul-africano Ladysmith Black Mambazo na gravação do álbum No Boundaries.